# Nigel Lamb
Nigel Lamb (* 17. August 1956 in Rhodesien) ist ein britischer Kunstflugpilot. Der achtfache Gewinner der British Unlimited Aerobatic Championship ist vor allem für seine Teilnahme in der Red Bull Air Race Weltmeisterschaft bekannt, in der er sich 2014 zum Weltmeister krönte. Lamb trat bereits mehrfach als Stuntflieger in Filmproduktionen in Erscheinung.

## Leben

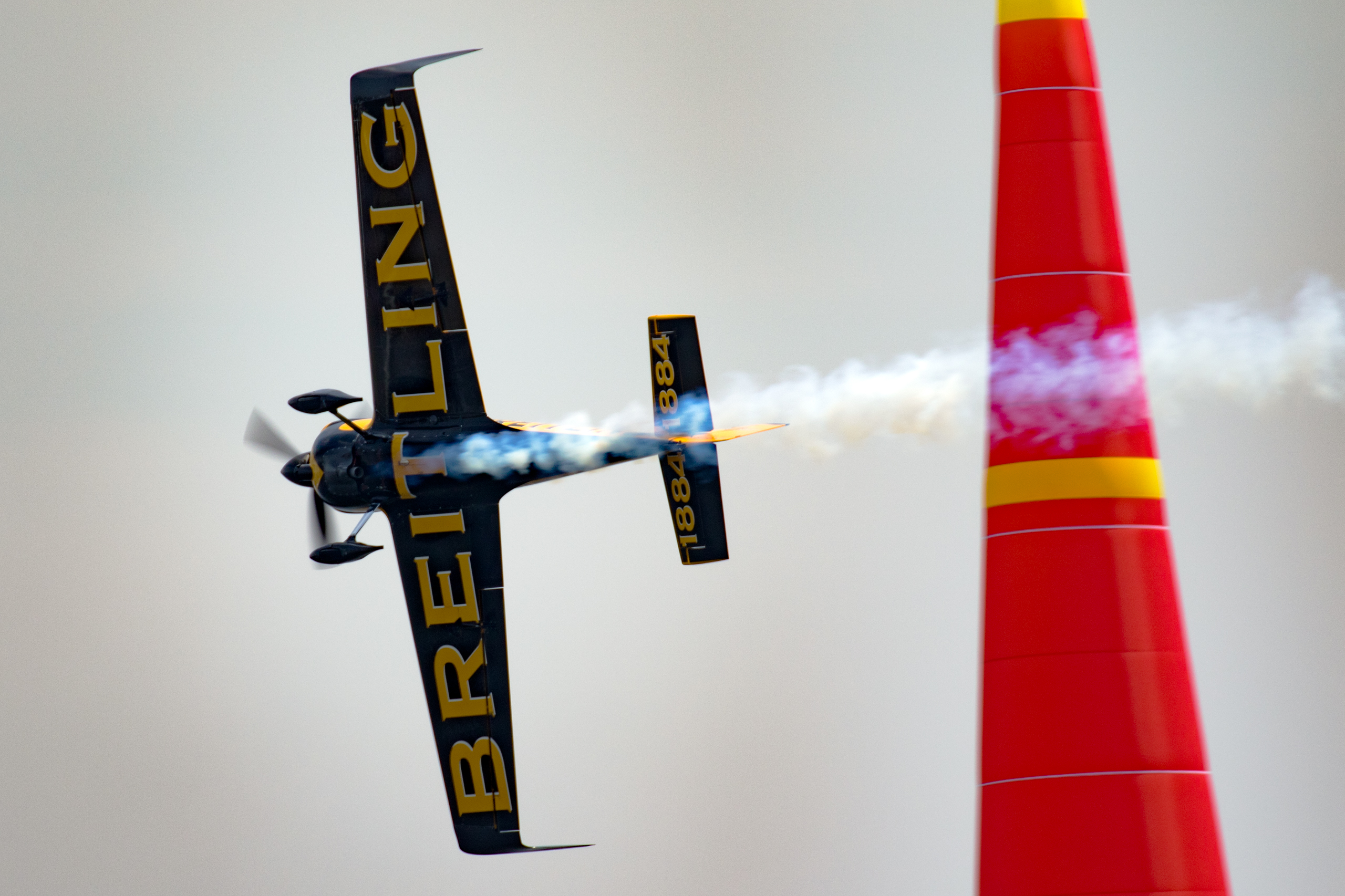
Nigel Lamb beim Air Race in Chiba 2015

Nigel Lamb kam 1956 in der britischen Kolonie Rhodesien, dem heutigen Simbabwe, zur Welt, wo er auf einer Farm aufwuchs. Sein Vater hatte als Pilot der Royal Air Force im Zweiten Weltkrieg gedient. Im Alter von elf Jahren versuchte Nigel erstmals der rhodesischen Luftwaffe beizutreten, was ihm schließlich mit 18 gelang. Zwei Jahre später durfte er bereits Strahlflugzeuge und Helikopter navigieren. Im Jahr 1980 verließ er Simbabwe als Ausbilder und wandte sich in England dem Kunstflug zu. In mehr als 30 Jahren nahm er an rund 1770 Flugshows in über 30 Ländern teil. Als bisher einziger Pilot gewann er achtmal in Folge die British National Unlimited Aerobatic Championship, zudem krönte er sich viermal zum britischen Freestyle Champion.
2005 ging er erstmals in der Red Bull Air Race Weltmeisterschaft an den Start, wo er sich über die Jahre kontinuierlich verbesserte und 2014 in Putrajaya seinen ersten Rennsieg feierte. Im selben Jahr holte er sich nach fünf zweiten Plätzen in Folge vor Hannes Arch den Weltmeistertitel. Das Team Lamb vertraute dabei auf eine Breitling MXS-R als Fluggerät. Nach der Saison 2016 trat Lamb aus dem Red Bull Air Race zurück.
Seine fliegerischen Fähigkeiten brachten Lamb Engagements in Werbeproduktionen und sogar einigen Spielfilmen ein. Dazu gehören etwa Dark Blue World, Das Tribunal oder Flyboys – Helden der Lüfte. Lamb lebt derzeit in Oxfordshire.

## Erfolge

### Nationale Bewerbe
- British National Unlimited Aerobatic Champion 1986–1993
- Masters of Aerobatics South Africa, Silber 1989
- Vierfacher Britischer Freestyle Champion

### Red Bull Air Race Weltmeisterschaft
Rennsiege
- 2014:  Malaysia (Putrajaya)

| Jahr | 1   | 2   | 3   | 4   | 5  | 6   | 7 | 8  | 9 | 10 | 11 | 12 | Punkte | Rang |
| ---- | --- | --- | --- | --- | -- | --- | - | -- | - | -- | -- | -- | ------ | ---- |
| 2005 | DNP | DNP | DNP | DNP | 9  | 8   | 7 |    |   |    |    |    | 0      | 8    |
| 2006 | 9   | 6   | 8   | C   | 6  | DSQ | 6 | 8  | 8 |    |    |    | 3      | 9    |
| 2007 | 11  | 7   | 8   | 8   | C  | 10  | 7 | 6  | 7 | 3  | C  | 8  | 5      | 9    |
| 2008 | 8   | 6   | 12  | C   | 8  | 5   | 6 | 5  | C | 2  |    |    | 30     | 7    |
| 2009 | 4   | 6   | 8   | 9   | 11 | 2   |   |    |   |    |    |    | 32     | 6    |
| 2010 | 2   | 4   | 2   | 4   | 2  | 4   | C | C  |   |    |    |    | 55     | 3    |
| 2014 | 5   | 8   | 1   | 2   | 2  | 2   | 2 | 2  |   |    |    |    | 62     | 1    |
| 2015 | 5   | 5   | 5   | 8   | 5  | 12  | 6 | 10 |   |    |    |    | 20     | 7    |
| 2016 | 10  | 3   | 4   | 6   | 6  | 10  | 2 | C  |   |    |    |    | 37,75  | 4    |

- DNP: nicht teilgenommen (did not participate)
- DSQ: disqualifiziert (disqualified)
- C: Rennen abgesagt (cancelled)

## Filmografie
- 2001: Dark Blue World
- 2002: Das Tribunal
- 2006: Flyboys – Helden der Lüfte